# Leo Knüsel

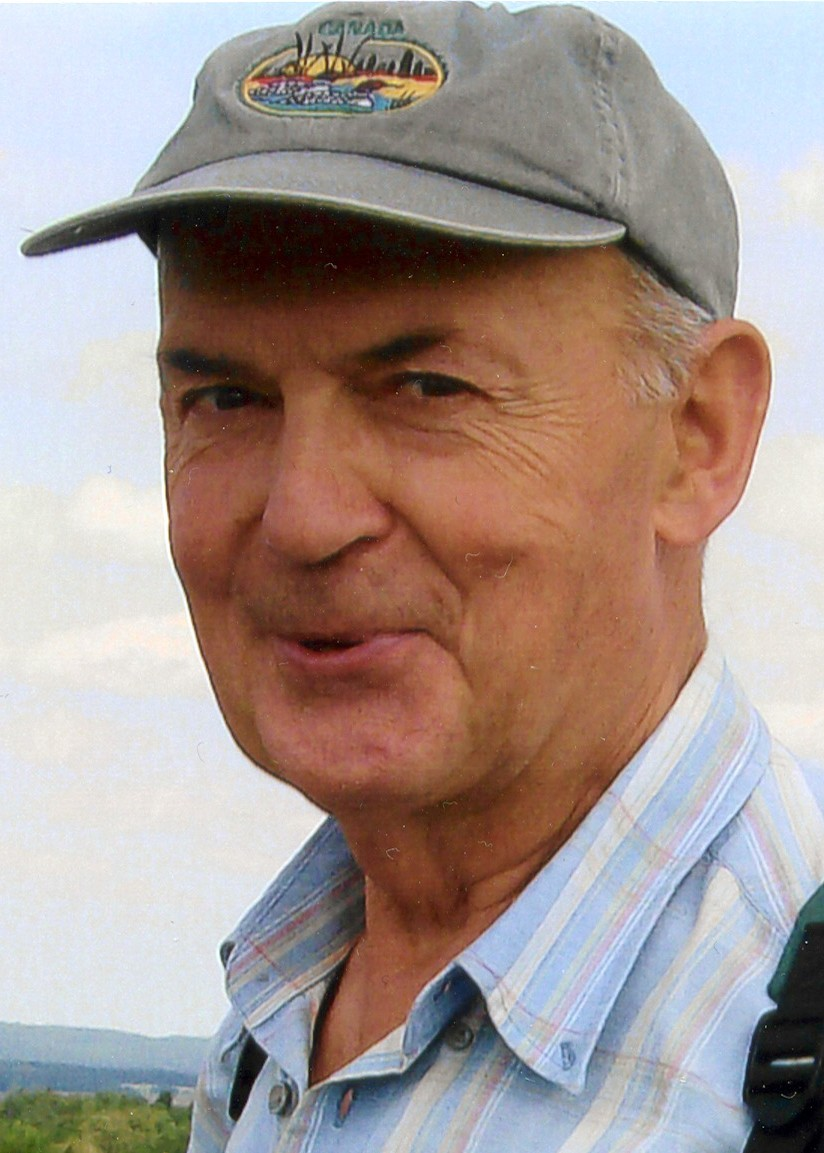
Leo Franz Knüsel (2010)

Leo Franz Knüsel (* 13. August 1939 in Inwil, Schweiz; † 22. April 2013 in Erding, Deutschland) war ein Schweizer Mathematiker.

## Leben
Von 1960 bis 1965 studierte Knüsel Mathematik an der ETH Zürich. Von 1965 bis 1969 arbeitete er als Assistent am Lehrstuhl für mathematische Statistik bei Peter J. Huber. 1969 promovierte er mit seiner Dissertation Über Minimum-Distance-Schätzungen.
Von 1969 bis 1973 arbeitete er als wissenschaftlicher Angestellter an der Universität Mannheim bei Werner Popp, bei dem er sich 1973 habilitierte. Ab 1973 war er zunächst wissenschaftlicher Angestellter und Professor, ab 1978 ordentlicher Professor an der LMU München (Institut für Statistik). 2004 trat er in den Ruhestand.
Leo Knüsel war verheiratet und hatte Kinder.

## Werk
Seine Forschungsgebiete waren die Faktorenanalyse, aber vor allem die möglichst exakte numerische Berechnung statistischer Verteilungen. Hierzu wurde von ihm ein eigenes Programm entwickelt. In diesem Zusammenhang lieferte er auch wichtige, kritische Beiträge zur Qualität von entsprechenden Algorithmen in Programmpaketen. Auf seine Initiative wurden viele Verbesserungen vorgenommen, die die Vertrauenswürdigkeit der Ergebnisse deutlich erhöhten.
Grosses Interesse hatte er auch für die Erzeugung von (Pseudo-)Zufallszahlen und für Computer-Simulationen. Seine Publikationen umfassen zahlreiche Monografien, Lehrbücher sowie Artikel und Berichte.

## Vorträge und Publikationen
- Mass und Integral. Ausarbeitung der Vorlesung von Professor Dr. A. Pfluger, ETH Zürich 1965, Vertrieb SAB Zürich.
- Beiträge zu den Theoremen von Kolmogorov und Smirnov. Comm. Math. Helv. 40 (1966).
- Über Minimum-Distance-Schätzungen. Dissertation 1969, Juris Verlag Zürich.
- t-Test oder Test von Wilcoxon? Diskussion Paper No. 20/69 der Reihe: Beiträge zur angewandten Wissenschaftsforschung, Institut für Statistik und Ökonometrie, Institut für empirische Wissenschaftsforschung an der Universität Mannheim, 1969.
- Beiträge zum zentralen Grenzwertsatz (Teil I und II waren die Bestandteile der Habilitationsschrift an der Universität Mannheim, 1972)
  - Teil I: Edgeworth- und Cornish-Fisher-Entwicklung bei stetigen Verteilungen mit Anwendungen auf die Quadrats- und Rechtecksverteilung, 1970.
  - Teil II: Edgeworth-Entwicklung bei gitterförmigen Verteilungen mit Anwendungen auf die Binominal- und Poissonverteilung, 1971.
  - Teil III: Inversion der Edgeworth-Entwicklung bie gitterförmigen Verteilungen mit Anwedungen auf die Binominal- und Poissonverteilung, 1972.
- Zur Bestimmung der Vertrauensgrenzen bei Binominal- und Poissonverteilungen. Vervielfältigtes Manuskript, München 1974.
- Asymptotic expansions related to the limiting process from the Binominal- to the Poisson-distribution. Vortrag an der Tagung 'Asymptotc Methods in Statistics' in Oberwolfach vom 10. November 1974.
- Tabellen zur schliessenden Statistik. Vervielfältigtes Manuskript, München 1977.
- Vergleich zweier Testverfahren zur Symmetrieprüfung in 4-Felder-Tafeln. Matrika 24, 1977, S. 175–186.
- Asymptotitsche Entwicklung einer Gütefunktion im diskreten Fall mit und ohne Randomisierung. Forschungsberichte aus dem Institut für Statistik und Wissenschaftstheorie der Universität München, 1978.
- The computation of elementary statistical distributions by open forward and backward recursion. Vortrag am Ruthishauser-Symposium vom 15.-17. Oktober 1980.
- Computation of the Poisson and Chi-Square Distribution. Forschungsberichte aus dem Institut für Statistik und Wissenschaftstheorie der Universität München, 1981.
- On exact Chi-square-tests. Vortrag am COMPSTAT-Symposium in Toulouse, 1982.
- Computation of the Chi-Square and Poisson distribution. SIAM Journal on Scientific Statistical Computing, Band 7, 1986, 1022–1036.
- Asymptotic expansion of the power function or the two-sample binominal test with and witout randomisation (zusammen mit J. Michalk), Matrika 34, 1987, 31–34.
- Numerische Berechnung elementarer statistischer Verteilungen. Vortrag an der Tagung der Deutschen Statistischen Gesellschaft in Zusammenarbeit mit der Konferenz der Hochschullehrer für Mathematische Statistik (Stochastik) in Würzburg vom 10.–12. Juni 1987.
- Das Prognoseproblem als duale Form des Zweistichprobenproblems, demonstriert anhand der Poissonverteilung. Vortrag an der Jahrestagung der Deutschen Statistischen Gesellschaft in Bremen vom 28.–30. September 1988.
- Numerische Berechnung elementarer statistischer Verteilungen mit dem Programm ELV. EDV-Programm mit zugehöriger Dokumentation. Forschungsberichte aus dem Institut für Statistik und Wissenschaftstheorie der Universität München, 1988.
- Computergestützte Berechnung statistischer Verteilungen. Kassette mit Dokumentation und Programm-Diskette. Verlag Oldenburg, München 1990.